# Battling Nelson

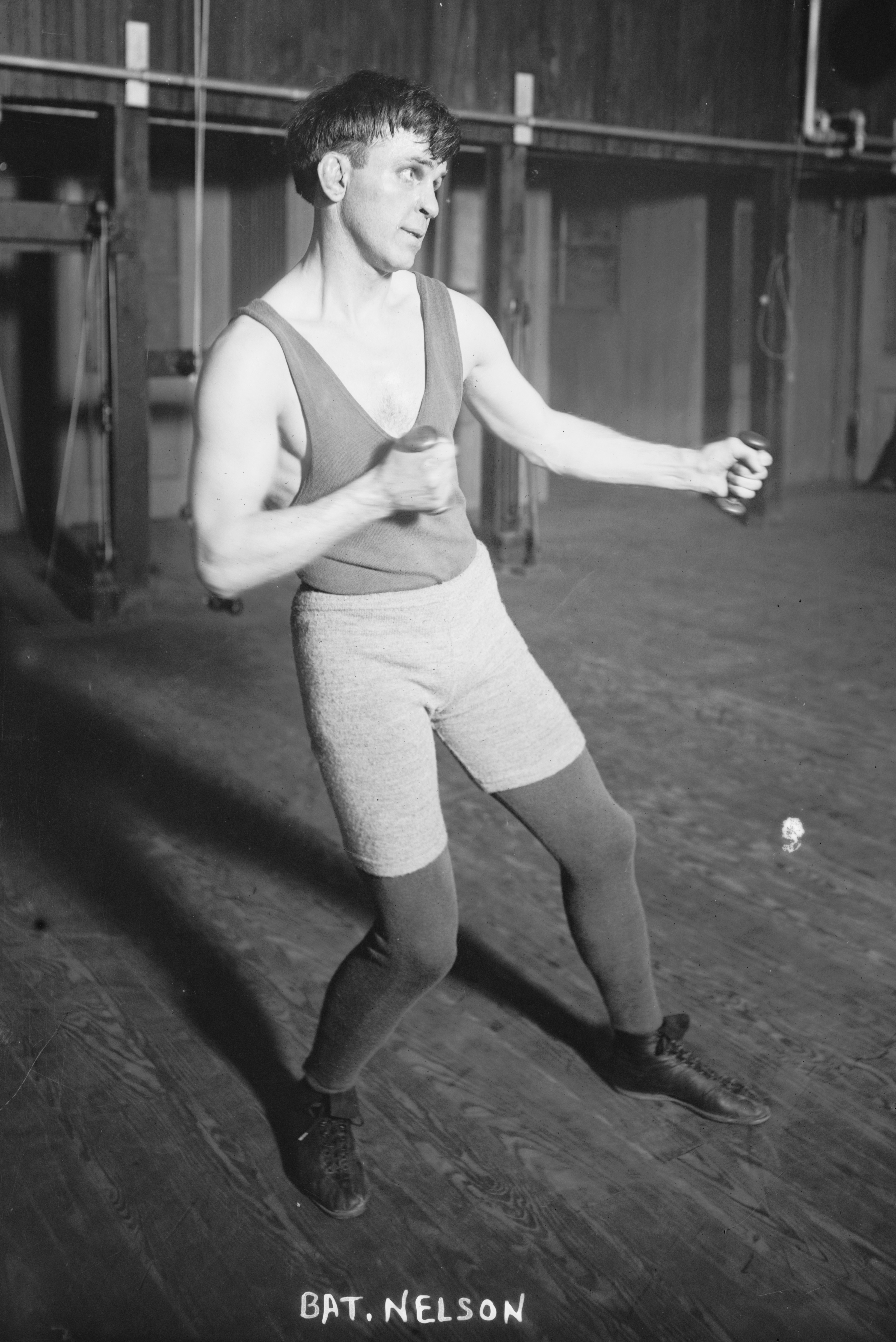
Battling Nelson (nach 1900)

Oscar Mattheus Nielsen, besser bekannt als Battling Nelson (* 5. Juni 1882 in Kopenhagen; † 7. Februar 1954) war ein US-amerikanischer Boxer dänischer Herkunft.

## Karriere
Nelson wuchs in Chicago auf. 1896 wurde er mit 14 Boxer und im Leichtgewicht mit seinem bedingungslosen Angriffsboxen populär. Er hatte ein berühmtes Kinn und einen gefährlichen linken Körperhaken.
1904 boxte er sich entscheidend voran mit K.-o.-Siegen über Martin Canole, Eddie Hanlon und Young Corbett und einem Punktsieg über den gefürchteten Puncher Aurelio Herrera.
Im Dezember unterlag er allerdings Jimmy Britt im Kampf um den vakanten WM-Titel.
Nachdem er 1905 Britt ausgeknockt hatte, traf er in Goldfield im berühmtesten Kampf der unteren Gewichtsklassen des frühen 20. Jahrhunderts auf den hart schlagenden Konterboxer Joe Gans, die erste große Promotion von Tex Rickard. In der 42. Runde gewann Gans nach einem Tiefschlag von Nelson.
Zwei weitere Kämpfe gegen den mittlerweile an Tuberkulose erkrankten Gans gewann er durch K. o.
1909 traf er auf seinen zweiten bekannten Gegner in Ad Wolgast.
Der erste Kampf endete No Decision, den zweiten verlor er weil beide Augen vollständig zugeschwollen waren.
1992 fand Nelson Aufnahme in die International Boxing Hall of Fame.